# Turmalina (Minas Gerais)
Turmalina é um município brasileiro localizado no Vale do Jequitinhonha, interior do estado de Minas Gerais. Sua população recenseada em 2022 era de 20 000 habitantes.

## História
A origem do município remonta à metade do século XVIII, por volta de 1750-1760. O povoado de Piedade, como era conhecido, surgiu em decorrência da extração de pedras preciosas na região. Tropeiros que vinham do antigo Arraial do Tijuco, hoje Diamantina, com destino a Vila de Bonsucesso das Minas Novas do Araçuaí, atual Minas Novas, paravam a sombra de um pequizeiro, ao lado de uma bica de água fresca para descansar. Segundo a tradição, alguns tropeiros depois de descansar neste local, abandonaram uma imagem da Virgem da Piedade. No local onde a Virgem foi encontrada por agricultores da região, foi construída uma capela em homenagem a Santa que deu nome ao povoado. Como a maioria das cidades do Brasil, de colonização ibérica, o povoado cresceu ao redor da igreja. Apesar de ter surgido em decorrência da mineração, a cidade se desenvolveu com base na agricultura e comércio.
O Povoado de Piedade foi elevado a condição de Vila em 03 de abril de 1840, pela lei provincial de número 184. Devido ao fato de terem sido encontradas pedras Turmalina na região, em 1923 o Arraial da Piedade passa a ter o seu nome atual, em conformidade com a Lei Nº. 3 daquele ano, que também eleva o lugarejo a distrito. A sua emancipação aconteceu em 1949, passando a categoria de município, em conformidade com a Lei Nº. 336, de 27 de dezembro de 1948.

## Hidrografia
- Rio Araçuaí
- Rio Jequitinhonha
- Rio Itamarandiba
- Ribeirão Santo Antônio

## Organização político-administrativa
Sendo um município do Brasil, Turmalina é administrada por dois poderes, o executivo e o legislativo, independentes e harmônicos entre si. O primeiro é representado pelo prefeito, auxiliado pelo seu gabinete de secretários e eleito pelo voto popular para um mandato de quatro anos, sendo permitida uma única reeleição para mais um mandato consecutivo, enquanto que o segundo é representado pela Câmara Municipal de Turmalina, órgão colegiado de representação dos munícipes que é composto por 11 vereadores também eleitos por sufrágio universal.
As atuais autoridades que ocupam cargos da organização político-administrativa de Turmalina são as seguintes (data: 13 de janeiro de 2024):
- Prefeito: Zilmar Pinheiro Lopes - PL (2021/-)[9]
- Vice-prefeito: Warlen Francisco da Silva - PL (2021/-)[9]
- Presidente da Câmara: Petrônio Macedo - PL (2023/-)[10]

## Subdivisões administrativas
Até 2015, as divisões do município de Turmalina compreendiam duas unidades: a cidade-sede (Zona Urbana) e o distrito de Caçaratiba. A partir de 2016, foi criado mais um distrito municipal chamado de Campo Buriti fazendo com que o município possua uma cidade e dois distritos rurais. 
Além desses núcleos populacionais, o município de Turmalina comunidades quilombolas e comunidades rurais chapadeiras

### Bairros da zona urbana
1. Alphavile
2. Centro
3. Campo
4. São Cristóvão (Pau D'Oleo)
5. Vila Nova
6. Caxambu
7. Saudade
8. Rosário
9. São João Batista
10. COHAB I
11. COHAB II - Ademar Gonçalves de Macedo
12. GranVille
13. Prosperidade
14. Progresso (Dist. Industrial)
15. Renascer
16. Manga da Roda
17. Cruzeiro Azul
18. Nova Turmalina
19. Paraíso
20. Villa Conceição
21. Pau D'Óleo

### Principais vias
- Avenida Lauro Machado
- Rua João Cordeiro
- Rua Goiás
- Rua Ceará
- Rua Canuto de Quadros
- Avenida Amazonas
- Avenida da Saudade
- Avenida do Contorno

### Praças
- Praça Horácio Viana
- Praça Duque de Caxias
- Praça Luiz Machado
- Praça da Granja
- Praça da Bíblia
- Pracinha da Saudade
- Pracinha do Pau D´óleo
- Praça do Cruzeiro das 5 Chagas
- Praça Sebastião Alves
- Praça João Antunes de Oliveira
- Praça da Torre

## Economia

### Turismo e cultura

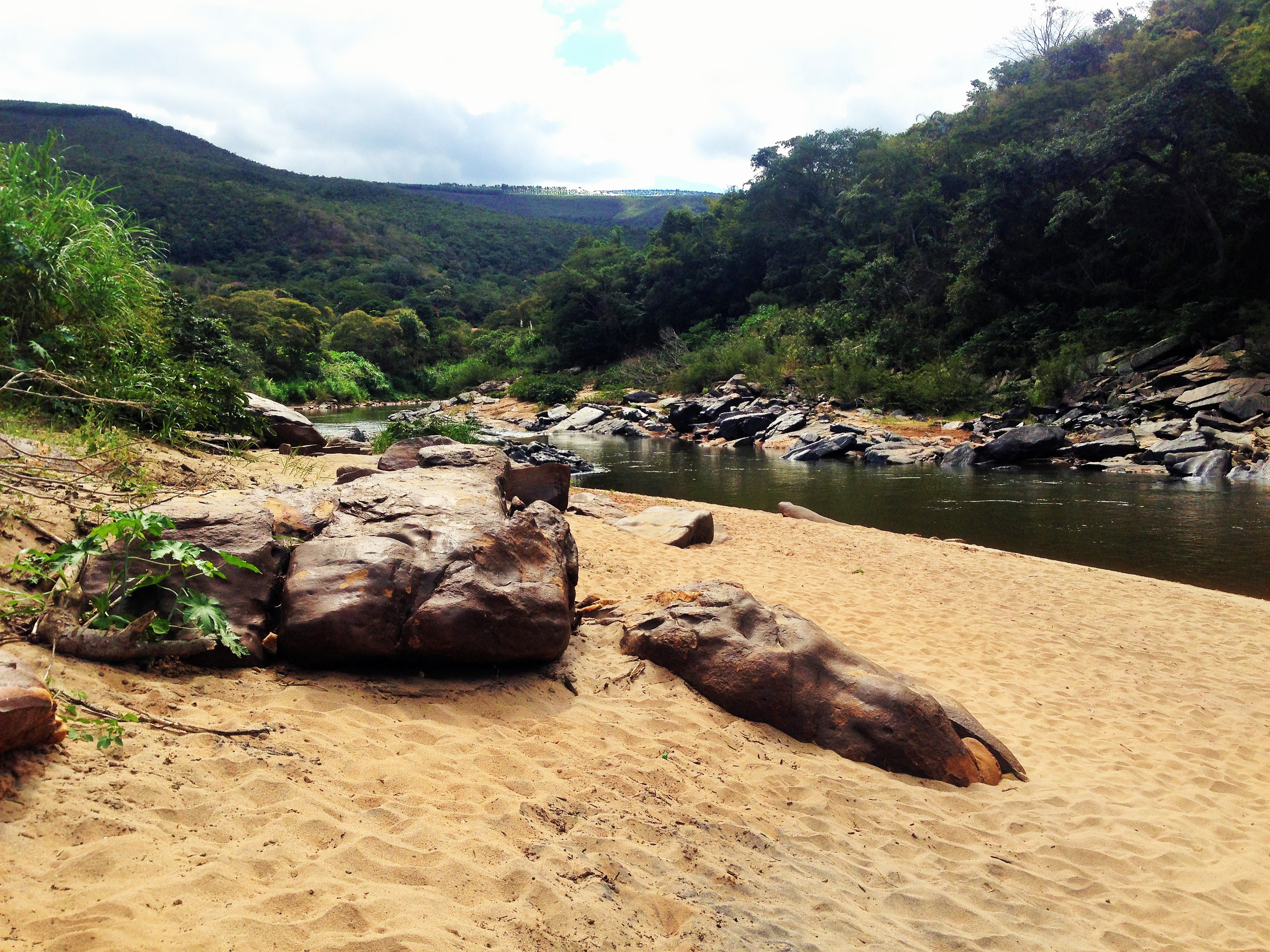
Rio Araçuaí, na altura da comunidade de São Miguel.

No município está localizada parte da Estação Ecológica Estadual Acauã, uma unidade de conservação mantida pelo Instituto Estadual de Florestas de Minas Gerais.

## Infra estrutura

### Serviços e telecomunicações
O serviço de abastecimento de água e tratamento de esgoto, é feito pela Copasa (Companhia de Saneamento de Minas Gerais), mesma responsável pela coleta de esgoto. No município, assim como em quase todo o estado de Minas Gerais, o serviço de abastecimento de energia elétrica é feito pela Companhia Energética de Minas Gerais (Cemig).
Leida Calegário e um grupo de outros pesquisadores identificaram casos de tracoma ativo em alunos de escolas estaduais e municipais de Turmalina, os resultados sugerem a necessidade de pesquisas futuras com as famílias dos escolares afetados, incluindo questões como educação, condições de moradia e situação econômica, objetivando um melhor conhecimento e controle da doença na cidade.
Ainda há serviços de interne banda larga (ADSL), UTP, FTTHx(Fibra Optica) e Via Rádio, sendo oferecidos pelos provedores: Oi Velox (ADSL), MC Informática (UTP/Fibra Optica/Rádio), Microsol (Fibra Optica/Rádio), DDDNet (Rádio) e Netcar (Rádio). O serviço telefônico móvel, por telefone celular pelas operadoras TIM(GSM/4G), Claro(GSM), Vivo (4G). O código de área (DDD) de Turmalina é o 038. O Código de Endereçamento Postal (CEP) é o 39660-000.
Existem duas emissoras de rádio em FM de acordo com o ministéro das comunicações, sendo a Joia do Vale FM 97.3 (Rede Itasat) e rádio comunitária  Cidade FM 87,9, existe ainda a WebRádio Regional Web, a WebRádio Rádio Turmalina Ponto COM, WebRádio Rede Vida TV.com e à web rádio Novidade. Uma rádio gospel. A cidade ainda é coberta pelas emissoras de Radio Bom Sucesso 95,5, [[Aranãs FM 105,3 (Capelinha)|Aranãs FM 105,3.

### Transportes
O município possui acesso à BR-367, que liga Turmalina à regiões central e norte do estado e Belo Horizonte e se estende a BR-116 ligação ao estado da Bahia e a região norte do pais. ; à MG-308, que liga Turmalina a região do Vale do Mucuri e cidades como Teófilo Otoni e Itabira e Norte de Minas mais específico à cidade de Montes Claros. Em Turmalina está situado o Aeródromo Oliveira Santiago Maciel homologada pela ANAC, com pista pavimentada de 45 metros de largura e 1750 metros de extensão.

#### Rodovias
- MG-308
- BR-367
- MG-411